# Sunny Johnson
Sunny Sue Johnson (21 de septiembre de 1953 – 19 de junio de 1984) fue una actriz estadounidense, reconocida principalmente por interpretar el personaje de Jeanie en la película de 1983 Flashdance.

## Carrera
Johnson apareció inicialmente en la serie de televisión Baretta y en un episodio de Charlie's Angels. Más adelante obtuvo papeles en las películas The Night the Lights Went Out in Georgia y Dr. Heckyl and Mr. Hype con el actor británico Oliver Reed. Tuvo una breve aparición en la película cómica de culto National Lampoon's Animal House, aunque algunas de sus escenas fueron finalmente eliminadas. Su papel más reconocido fue el de Jeanie Szabo, la mejor amiga del personaje protagónico interpretado por Jennifer Beals en la película de 1983 Flashdance.

## Fallecimiento
En la noche del 18 de junio de 1984, solo un año después de su papel consagratorio en Flashdance, la actriz fue hallada inconsciente en la casa que compartía con su novio, Archie Hahn. Fue llevada de inmediato al centro médico UCLA, donde se reveló que había sufrido un derrame cerebral y permaneció con soporte vital hasta el día siguiente, cuando fue declarada clínicamente muerta. Sin ninguna esperanza de que se recuperara mentalmente, su familia accedió a retirarle el soporte vital. Johnson tenía 30 años.

## Filmografía
| Año  | Título                                   | Papel        | Notas              |
| ---- | ---------------------------------------- | ------------ | ------------------ |
| 1978 | National Lampoon's Animal House          |              | Escenas eliminadas |
| 1978 | Almost Summer                            | Debbie       |                    |
| 1980 | Where the Buffalo Roam                   | Lil          |                    |
| 1980 | Why Would I Lie?                         |              |                    |
| 1980 | Nights at O'Rear's                       | Vi Ann       |                    |
| 1980 | Dr. Heckyl and Mr. Hype                  | Coral Careen |                    |
| 1981 | The Night the Lights Went Out in Georgia | Melody       |                    |
| 1983 | Flashdance                               | Jeanie Szabo |                    |